# Houston Rockets 1991-1992
La stagione 1991-92 degli Houston Rockets fu la 25ª nella NBA per la franchigia.
Gli Houston Rockets arrivarono terzi nella Midwest Division della Western Conference con un record di 42-40, non qualificandosi per i play-off.

## Roster
| N° | Naz.                   | Ruolo | Sportivo           | Anno | Alt. | Peso |
| -- | ---------------------- | ----- | ------------------ | ---- | ---- | ---- |
| 1  | Stati Uniti (bandiera) | A     | Buck Johnson       | 1964 | 201  | 86   |
| 6  | Stati Uniti (bandiera) | G     | Avery Johnson      | 1965 | 178  | 79   |
| 7  | Venezuela (bandiera)   | A     | Carl Herrera       | 1966 | 206  | 98   |
| 9  | Stati Uniti (bandiera) | G     | Gerald Henderson   | 1956 | 188  | 79   |
| 11 | Stati Uniti (bandiera) | G     | Vernon Maxwell     | 1965 | 193  | 82   |
| 13 | Stati Uniti (bandiera) | AC    | Larry Smith        | 1958 | 203  | 98   |
| 15 | Stati Uniti (bandiera) | C     | Tree Rollins       | 1955 | 216  | 107  |
| 20 | Stati Uniti (bandiera) | GA    | Kennard Winchester | 1966 | 196  | 95   |
| 21 | Stati Uniti (bandiera) | G     | Sleepy Floyd       | 1960 | 191  | 77   |
| 30 | Stati Uniti (bandiera) | G     | Kenny Smith        | 1965 | 191  | 75   |
| 32 | Stati Uniti (bandiera) | GA    | Dave Jamerson      | 1967 | 196  | 86   |
| 33 | Stati Uniti (bandiera) | AC    | Otis Thorpe        | 1962 | 206  | 102  |
| 34 | Nigeria (bandiera)     | C     | Hakeem Olajuwon    | 1963 | 213  | 116  |
| 35 | Stati Uniti (bandiera) | C     | Dan Godfread       | 1967 | 208  | 113  |
| 40 | Stati Uniti (bandiera) | A     | John Turner        | 1967 | 203  | 111  |
| 50 | Stati Uniti (bandiera) | A     | Matt Bullard       | 1967 | 208  | 98   |

## Staff tecnico
- Allenatori: Don Chaney (26-26) (fino al 18 febbraio)[1], Rudy Tomjanovich (16-14)
- Vice-allenatori: Carroll Dawson, John Killilea, Calvin Murphy, Rudy Tomjanovich (fino al 18 febbraio), Bill Berry (dal 23 febbraio)